# Liste deutsch-italienischer Städte- und Gemeindepartnerschaften
Dies ist eine noch unvollständige Liste von Städte- und Gemeindepartnerschaften zwischen Deutschland und Italien.
(Eine Städtepartnerschaft heißt im Italienischen gemelaggio von gemelli, Zwilling. Sie ist also wortwörtlich übersetzt gar keine Partnerschaft, keine Verbrüderung oder Vergeschwisterung - sondern eine Verzwilligung.)
| Deutsche Gemeinde                    | Bundesland             | Italienische Gemeinde                                          | Region                   | seit                                   |
| ------------------------------------ | ---------------------- | -------------------------------------------------------------- | ------------------------ | -------------------------------------- |
| Aalen                                | Baden-Württemberg      | Cervia                                                         | Emilia-Romagna           | 2011                                   |
| Abensberg                            | Bayern                 | Lonigo                                                         | Venetien                 | 1999                                   |
| Abtsgmünd                            | Baden-Württemberg      | Castel Bolognese                                               | Emilia-Romagna           | 2006                                   |
| Adelmannsfelden                      | Baden-Württemberg      | Bagnara di Romagna                                             | Emilia-Romagna           | 2007                                   |
| Adelsdorf                            | Bayern                 | Uggiate-Trevano                                                | Lombardei                | 1997                                   |
| Adenau                               | Rheinland-Pfalz        | Castione della Presolana                                       | Lombardei                | 2002                                   |
| Aiterhofen                           | Bayern                 | Montefino                                                      | Abruzzen                 | 2003                                   |
| Albbruck                             | Baden-Württemberg      | Carmignano di Brenta                                           | Venetien                 | 1959                                   |
| Altdorf bei Landshut                 | Bayern                 | San Vito di Leguzzano                                          | Venetien                 | 1998                                   |
| Altötting                            | Bayern                 | Loreto                                                         | Marken                   | 1991 (im Rahmen von Shrines of Europe) |
| Amberg                               | Bayern                 | Desenzano del Garda                                            | Lombardei                | 2006                                   |
| Amöneburg                            | Hessen                 | Tuoro sul Trasimeno                                            | Umbrien                  | 1987                                   |
| Ansbach                              | Bayern                 | Fermo                                                          | Marken                   | 2006                                   |
| Argenbühl                            | Baden-Württemberg      | Capannoli                                                      | Toskana                  | 2002                                   |
| Arnsberg                             | Nordrhein-Westfalen    | Caltagirone                                                    | Sizilien                 | 2011                                   |
| Ascheberg                            | Nordrhein-Westfalen    | Buggiano                                                       | Toskana                  | 2004                                   |
| Aßlar                                | Hessen                 | Fossato di Vico                                                | Umbrien                  | 2019                                   |
| Baden-Baden                          | Baden-Württemberg      | Moncalieri                                                     | Piemont                  | 1990                                   |
| Bad Aibling                          | Bayern                 | Cavaion Veronese                                               | Venetien                 | 2006                                   |
| Bad Dürrheim                         | Baden-Württemberg      | Spotorno                                                       | Ligurien                 | 1999                                   |
| Bad Füssing                          | Bayern                 | Abano Terme                                                    | Venetien                 | 2003                                   |
| (Bonn-) Bad Godesberg                | Nordrhein-Westfalen    | Frascati                                                       | Latium                   | 1957                                   |
| Bad Homburg                          | Hessen                 | Terracina                                                      | Latium                   | 1956                                   |
| Bad Honnef                           | Nordrhein-Westfalen    | Cadenabbia                                                     | Lombardei                | 1992                                   |
| Bad Kissingen                        | Bayern                 | Massa                                                          | Toskana                  | 1960                                   |
| Bad Mergentheim                      | Baden-Württemberg      | Borgomanero                                                    | Piemont                  | 2005                                   |
| Bad Neustadt an der Saale            | Bayern                 | Cerro Maggiore                                                 | Lombardei                | 2009                                   |
| Bad Pyrmont                          | Niedersachsen          | Anzio                                                          | Latium                   | 1958                                   |
| Bad Säckingen                        | Baden-Württemberg      | Santeramo in Colle                                             | Apulien                  | 1983                                   |
| Baienfurt                            | Baden-Württemberg      | Goito                                                          | Lombardei                | 2006                                   |
| Bartholomä                           | Baden-Württemberg      | Casola Valsenio                                                | Emilia-Romagna           | 2002                                   |
| Bayreuth                             | Bayern                 | La Spezia                                                      | Ligurien                 | 1999                                   |
| Beilngries                           | Bayern                 | Garda                                                          | Venetien                 | 2003                                   |
| Beilngries                           | Bayern                 | Burgeis (Fraktion von Mals)                                    | Trentino-Südtirol        | 2008                                   |
| Steglitz-Zehlendorf (Bezirk)         | Berlin                 | Cassino                                                        | Latium                   | 1969                                   |
| Berg                                 | Baden-Württemberg      | Rodigo                                                         | Lombardei                | 2002                                   |
| Biberach an der Riß                  | Baden-Württemberg      | Asti                                                           | Piemont                  | 1981                                   |
| Bickenbach (Bergstraße)              | Hessen                 | Tricarico                                                      | Basilikata               | 2000                                   |
| Biedenkopf                           | Hessen                 | Cogoleto                                                       | Ligurien                 | 1963                                   |
| Bietigheim                           | Baden-Württemberg      | Colli al Metauro                                               | Marken                   | 2003                                   |
| Bodenheim                            | Rheinland-Pfalz        | Grezzana                                                       | Venetien                 | 1992                                   |
| Böblingen                            | Baden-Württemberg      | Alba                                                           | Piemont                  | 1985                                   |
| Bogen                                | Bayern                 | Arco                                                           | Trentino-Südtirol        | 1983                                   |
| Bopfingen                            | Baden-Württemberg      | Russi                                                          | Emilia-Romagna           | 1996                                   |
| Braunfels                            | Hessen                 | Feltre                                                         | Venetien                 | 1998                                   |
| Breuna                               | Hessen                 | Predappio                                                      | Emilia-Romagna           | 2003                                   |
| Buttenheim                           | Bayern                 | Ronzo-Chienis                                                  | Trentino-Südtirol        | 2009                                   |
| Cadolzburg                           | Bayern                 | Ulten                                                          | Trentino-Südtirol        | 1984                                   |
| Celle                                | Niedersachsen          | Celle Ligure                                                   | Ligurien                 | 2001                                   |
| Coburg                               | Bayern                 | Gais                                                           | Trentino-Südtirol        | 1971 (geschlossen mit Lützelbuch)      |
| Cottbus                              | Brandenburg            | Grosseto                                                       | Toskana                  | 1967                                   |
| Daun                                 | Rheinland-Pfalz        | Carisolo                                                       | Trentino-Südtirol        | 2004                                   |
| Denzlingen                           | Baden-Württemberg      | Città della Pieve                                              | Umbrien                  | 1993                                   |
| Detmold                              | Nordrhein-Westfalen    | Verona                                                         | Venetien                 | 2006(Städtefreundschaft)               |
| Dettelbach                           | Bayern                 | Rufina                                                         | Toskana                  | 2006                                   |
| Dresden                              | Sachsen                | Florenz                                                        | Toskana                  | 1978                                   |
| Düsseldorf                           | Nordrhein-Westfalen    | Palermo                                                        | Sizilien                 | 2016                                   |
| Eggolsheim                           | Bayern                 | Cavedine                                                       | Trentino-Südtirol        | 1979                                   |
| Eichstätt                            | Bayern                 | Vestenanova                                                    | Venetien                 | 1973                                   |
| Ellwangen (Jagst)                    | Baden-Württemberg      | Abbiategrasso                                                  | Lombardei                | 1991                                   |
| Engen                                | Baden-Württemberg      | Moneglia                                                       | Ligurien                 | 2009                                   |
| Eppelborn                            | Saarland               | Realmonte                                                      | Sizilien                 | 2013                                   |
| Eppertshausen                        | Hessen                 | Codigoro                                                       | Emilia-Romagna           | 2002                                   |
| Erlangen                             | Bayern                 | Bozen                                                          | Trentino-Südtirol        | 2018                                   |
| Erlangen                             | Bayern                 | Cumiana                                                        | Piemont                  | 2001(Städtefreundschaft)               |
| Erzhausen                            | Hessen                 | Incisa in Val d’Arno                                           | Toskana                  | 2006                                   |
| Ettlingen                            | Baden-Württemberg      | Menfi                                                          | Sizilien                 | 2004                                   |
| Fellbach                             | Baden-Württemberg      | Erba                                                           | Lombardei                | 1978                                   |
| Feuchtwangen                         | Bayern                 | Lana                                                           | Trentino-Südtirol        | 1989                                   |
| Fischbachau                          | Bayern                 | Castagnaro                                                     | Venetien                 | 2003                                   |
| Flintbek                             | Schleswig-Holstein     | Romano d’Ezzelino                                              | Venetien                 | 1985                                   |
| Forchheim                            | Bayern                 | Rovereto                                                       | Trentino-Südtirol        | 1989                                   |
| Frankenthal                          | Rheinland-Pfalz        | Rosolini                                                       | Sizilien                 | 2018                                   |
| Frankfurt am Main                    | Hessen                 | Mailand                                                        | Lombardei                | 1970                                   |
| Freiburg im Breisgau                 | Baden-Württemberg      | Padua                                                          | Venetien                 | 1967                                   |
| Freising                             | Bayern                 | Innichen (San Candido)                                         | Trentino-Südtirol        | 2008                                   |
| Friedberg                            | Bayern                 | Völs am Schlern                                                | Trentino-Südtirol        | 1964                                   |
| Friedberg                            | Hessen                 | Magreglio                                                      | Lombardei                | 1990                                   |
| Friedrichshafen                      | Baden-Württemberg      | Imperia                                                        | Ligurien                 | 2014                                   |
| Fritzlar                             | Hessen                 | Casina                                                         | Emilia-Romagna           | 2000                                   |
| Fulda                                | Hessen                 | Como                                                           | Lombardei                | 1960                                   |
| Fürstenfeldbruck                     | Bayern                 | Cerveteri                                                      | Latium                   | 1973                                   |
| Füssen                               | Bayern                 | Palestrina                                                     | Latium                   | 1972                                   |
| Füssen                               | Bayern                 | Cremona                                                        | Lombardei                | 2018                                   |
| Gau-Algesheim                        | Rheinland-Pfalz        | Caprino Veronese                                               | Venetien                 | 1984                                   |
| Geislingen/Zollernalb                | Baden-Württemberg      | Treiso                                                         | Piemont                  | 2017                                   |
| Gelnhausen                           | Hessen                 | Marling                                                        | Trentino-Südtirol        | 1977                                   |
| Gerolzhofen                          | Bayern                 | Scarlino                                                       | Toskana                  | 2002                                   |
| Gevelsberg                           | Nordrhein-Westfalen    | Butera                                                         | Sizilien                 | 2004                                   |
| Giebelstadt                          | Bayern                 | Pianiga                                                        | Venetien                 | 2003                                   |
| Gießen                               | Hessen                 | Ferrara                                                        | Emilia-Romagna           | 1998                                   |
| Gilching                             | Bayern                 | Cecina                                                         | Toskana                  | 1989                                   |
| Gmund am Tegernsee                   | Bayern                 | Fauglia                                                        | Toskana                  | 2010                                   |
| Göppingen                            | Baden-Württemberg      | Foggia                                                         | Apulien                  | 1971                                   |
| Görlitz                              | Sachsen                | Molfetta                                                       | Apulien                  | 1971                                   |
| Gottmadingen                         | Baden-Württemberg      | Caselle in Pittari                                             | Kampanien                | 1991                                   |
| Grebenstein                          | Hessen                 | Sarsina                                                        | Emilia-Romagna           | 1989/1992                              |
| Griesheim                            | Hessen                 | Pontassieve                                                    | Toskana                  | 2008                                   |
| Groß-Umstadt                         | Hessen                 | Dicomano                                                       | Toskana                  | 2010                                   |
| Guben                                | Brandenburg            | Cittadella                                                     | Venetien                 | 2005                                   |
| Hadamar                              | Hessen                 | Impruneta                                                      | Toskana                  | 1991                                   |
| Hallbergmoos                         | Bayern                 | Predazzo                                                       | Trentino-Südtirol        | 1983                                   |
| Helmstadt                            | Bayern                 | Chiusi della Verna                                             | Toskana                  | 1990                                   |
| Helmstedt                            | Niedersachsen          | Fiuggi                                                         | Latium                   | 1986                                   |
| Hemmingen                            | Baden-Württemberg      | Almenno San Bartolomeo                                         | Lombardei                | 2019                                   |
| Heppenheim                           | Hessen                 | Kaltern                                                        | Trentino-Südtirol        | 1971                                   |
| Herrenberg                           | Baden-Württemberg      | Fidenza                                                        | Emilia-Romagna           | 1989                                   |
| Hersbruck                            | Bayern                 | San Daniele del Friuli                                         | Friaul-Julisch Venetien  | 2008                                   |
| Heusenstamm                          | Hessen                 | Ladispoli                                                      | Latium                   | 2001                                   |
| Hilchenbach                          | Nordrhein-Westfalen    | Bellegra                                                       | Latium                   | 2011(Kulturpartnerschaft)              |
| Hildesheim                           | Niedersachsen          | Pavia                                                          | Lombardei                | 2000                                   |
| Hofheim am Taunus                    | Hessen                 | Buccino                                                        | Kampanien                | 2008                                   |
| Höhr-Grenzhausen                     | Rheinland-Pfalz        | Laigueglia                                                     | Ligurien                 | 1972                                   |
| Hude                                 | Niedersachsen          | Fiume Veneto                                                   | Friaul-Julisch Venetien  | 2002                                   |
| Ichenhausen                          | Bayern                 | Valeggio sul Mincio                                            | Venetien                 | 1982                                   |
| Idstein                              | Hessen                 | Lana                                                           | Trentino-Südtirol        | 1988                                   |
| Illingen                             | Baden-Württemberg      | Castelnovo ne’ Monti                                           | Emilia-Romagna           | 2003                                   |
| Immenhausen                          | Hessen                 | Modigliana                                                     | Emilia-Romagna           | 2007                                   |
| Inning am Holz                       | Bayern                 | Riffian                                                        | Trentino-Südtirol        | 2004                                   |
| Ingolstadt                           | Bayern                 | Carrara                                                        | Toskana                  | 1962                                   |
| Kappeln                              | Schleswig-Holstein     | Merate                                                         | Lombardei                | 2007                                   |
| Kassel                               | Hessen                 | Florenz                                                        | Toskana                  | 1952                                   |
| Kaufbeuren                           | Bayern                 | Ferrara                                                        | Emilia-Romagna           | 1991                                   |
| Kempten                              | Bayern                 | Trient                                                         | Trentino-Südtirol        | 1987                                   |
| Kirchberg im Wald                    | Bayern                 | Bagnolo di Po                                                  | Venetien                 | 1994                                   |
| Kirchheimbolanden                    | Rheinland-Pfalz        | Ritten                                                         | Trentino-Südtirol        | 1966                                   |
| Kißlegg                              | Baden-Württemberg      | Fontanellato                                                   | Emilia-Romagna           | 1991                                   |
| Klingenthal                          | Sachsen                | Castelfidaro                                                   | Marken                   | 2003                                   |
| Köln                                 | Nordrhein-Westfalen    | Turin                                                          | Piemont                  | 1958                                   |
| Konstanz                             | Baden-Württemberg      | Lodi                                                           | Lombardei                | 1986                                   |
| Kronberg im Taunus                   | Hessen                 | Porto Recanati                                                 | Marken                   | 1993                                   |
| Kulmbach                             | Bayern                 | Lugo                                                           | Emilia-Romagna           | 1974                                   |
| Kusel                                | Rheinland-Pfalz        | Valguarnera Caropepe                                           | Sizilien                 | 2018                                   |
| Lampertheim                          | Hessen                 | Adria                                                          | Venetien                 | 1979                                   |
| Landsberg am Lech                    | Bayern                 | Rocca di Papa                                                  | Latium                   | 1989                                   |
| Langenargen                          | Baden-Württemberg      | Noli                                                           | Ligurien                 | 2005                                   |
| Langenfeld                           | Nordrhein-Westfalen    | Montale                                                        | Toskana                  | 2013                                   |
| Lauingen (Donau)                     | Bayern                 | Treviglio                                                      | Lombardei                | 1999                                   |
| Lautertal (Odenwald)                 | Hessen                 | Dogliani                                                       | Piemont                  | 2006                                   |
| Leinfelden-Echterdingen              | Baden-Württemberg      | Voghera                                                        | Lombardei                | 2001                                   |
| Leingarten                           | Baden-Württemberg      | Asola                                                          | Lombardei                | 2004                                   |
| Leipzig                              | Sachsen                | Bologna                                                        | Emilia-Romagna           | 1962                                   |
| Leutkirch im Allgäu                  | Baden-Württemberg      | Castiglione delle Stiviere                                     | Lombardei                | 1995                                   |
| Lichtenfels                          | Bayern                 | Ariccia                                                        | Latium                   | 2004                                   |
| Lohr am Main                         | Bayern                 | Burgeis (Fraktion von Mals)                                    | Trentino-Südtirol        | 1972                                   |
| Lorch                                | Baden-Württemberg      | Oria                                                           | Apulien                  | 1972                                   |
| Losheim am See                       | Saarland               | Capannori                                                      | Toskana                  | 1993                                   |
| Ludwigsburg                          | Baden-Württemberg      | Bergamo                                                        | Lombardei                | 2022                                   |
| Lüneburg                             | Niedersachsen          | Ivrea                                                          | Piemont                  | 1988                                   |
| Magstadt                             | Baden-Württemberg      | Celenza sul Trigno                                             | Abruzzen                 | 1997                                   |
| Mainz-Finthen                        | Rheinland-Pfalz        | Rodeneck                                                       | Trentino-Südtirol        | 1977                                   |
| Mallersdorf-Pfaffenberg              | Bayern                 | Pieve del Grappa                                               | Venetien                 | 1990                                   |
| Markkleeberg                         | Sachsen                | Boville Ernica                                                 | Latium                   | 2005                                   |
| Marktl am Inn                        | Bayern                 | Sotto il Monte Giovanni XXIII                                  | Lombardei                | 2009                                   |
| Marktredwitz                         | Bayern                 | Castelfranco Emilia                                            | Emilia-Romagna           | 1997                                   |
| Meersburg                            | Baden-Württemberg      | San Gimignano                                                  | Toskana                  | 2002                                   |
| Melsungen                            | Hessen                 | Todi                                                           | Umbrien                  | 1985                                   |
| Memmingen                            | Bayern                 | Teramo                                                         | Abruzzen                 | 1986                                   |
| Merseburg                            | Sachsen-Anhalt         | Genzano di Roma                                                | Latium                   | 1971                                   |
| Mindelheim                           | Bayern                 | Verbania                                                       | Piemont                  | 1994                                   |
| Mindelheim                           | Bayern                 | Tramin                                                         | Trentino-Südtirol        | 1994                                   |
| Mörfelden-Walldorf                   | Hessen                 | Torre Pellice                                                  | Piemont                  | 1999                                   |
| Mosbach                              | Baden-Württemberg      | Rosolina                                                       | Venetien                 | 2016                                   |
| Mühlacker                            | Baden-Württemberg      | Bassano del Grappa                                             | Venetien                 | 1978                                   |
| Müllheim im Markgräflerland          | Baden-Württemberg      | Ledro                                                          | Trentino-Südtirol        | 1990                                   |
| München                              | Bayern                 | Verona                                                         | Venetien                 | 1960                                   |
| Munster                              | Niedersachsen          | Muggiò                                                         | Lombardei                | 2018                                   |
| Mutterstadt                          | Rheinland-Pfalz        | Naturns                                                        | Trentino-Südtirol        | 2011                                   |
| Neckarsulm                           | Baden-Württemberg      | Bordighera                                                     | Ligurien                 | 1963                                   |
| Neubrandenburg                       | Mecklenburg-Vorpommern | Collegno                                                       | Piemont                  | 1965                                   |
| Neufahrn bei Freising                | Bayern                 | Gardolo                                                        | Trentino-Südtirol        | 1983                                   |
| Neukirch                             | Baden-Württemberg      | Freienfeld                                                     | Trentino-Südtirol        | 2004                                   |
| Neukölln; Bezirk von                 | Berlin                 | Marino                                                         | Latium                   | 1980                                   |
| Neuruppin                            | Brandenburg            | Certaldo                                                       | Toskana                  | 1968/1994                              |
| Neusäß                               | Bayern                 | Bracciano                                                      | Latium                   | 2011                                   |
| Neu-Ulm                              | Bayern                 | Trissino                                                       | Venetien                 | 1990                                   |
| Nordhorn                             | Niedersachsen          | Rieti                                                          | Latium                   | 2010                                   |
| Nürnberg                             | Bayern                 | Venedig                                                        | Venetien                 | 1954                                   |
| Nürnberg                             | Bayern                 | Klausen                                                        | Südtirol                 | 1970(Städtefreundschaft)               |
| Nürnberg                             | Bayern                 | Montan                                                         | Südtirol                 | 2005(Städtefreundschaft)               |
| Nürnberg                             | Bayern                 | Verona                                                         | Venetien                 | 2006(Städtefreundschaft)               |
| Oberasbach                           | Bayern                 | Riolo Terme                                                    | Emilia-Romagna           | 2005                                   |
| Oberderdingen                        | Baden-Württemberg      | Villar Perosa                                                  | Piemont                  | 2006                                   |
| Oberhausen                           | Nordrhein-Westfalen    | Carbonia                                                       | Sardinien                | 2002                                   |
| Oberhausen                           | Nordrhein-Westfalen    | Iglesias                                                       | Sardinien                | 2002                                   |
| Ober-Ramstadt                        | Hessen                 | Cogoleto                                                       | Ligurien                 | 1960                                   |
| Ober-Ramstadt                        | Hessen                 | Pragelato                                                      | Piemont                  | 1974                                   |
| Ober-Ramstadt                        | Hessen                 | Vermezzo con Zelo                                              | Lombardei                | 2003                                   |
| Ochsenfurt                           | Bayern                 | Bibbiena                                                       | Toskana                  | 2016                                   |
| Ochsenhausen                         | Baden-Württemberg      | Subiaco                                                        | Latium                   | 1989                                   |
| Ockenheim                            | Rheinland-Pfalz        | Povegliano Veronese                                            | Venetien                 | 1990                                   |
| Odelzhausen                          | Bayern                 | Amelia                                                         | Umbrien                  | 2018                                   |
| Oelsnitz/Vogtl.                      | Sachsen                | Fiumefreddo                                                    | Sizilien                 | 2004                                   |
| Oettingen                            | Bayern                 | Bagolino                                                       | Lombardei                | 2000                                   |
| Odelzhausen                          | Bayern                 | Amelia                                                         | Umbrien                  | 2018                                   |
| Offenberg                            | Bayern                 | Roncone                                                        | Trentino-Südtirol        | 2004                                   |
| Offenburg                            | Baden-Württemberg      | Pietra Ligure                                                  | Ligurien                 | 2007                                   |
| Oppenheim                            | Rheinland-Pfalz        | Sant’Ambrogio di Valpolicella                                  | Venetien                 | 1982                                   |
| Ostfildern                           | Baden-Württemberg      | Mirandola                                                      | Emilia-Romagna           | 2001                                   |
| Ottobeuren                           | Bayern                 | Norcia                                                         | Umbrien                  | 1982                                   |
| Ottobrunn                            | Bayern                 | Margreid                                                       | Trentino-Südtirol        | 1972                                   |
| Pfarrkirchen                         | Bayern                 | San Vincenzo                                                   | Toskana                  | 1998                                   |
| Pforzheim                            | Baden-Württemberg      | Vicenza                                                        | Venetien                 | 1991                                   |
| Pfungstadt                           | Hessen                 | Figline Valdarno                                               | Toskana                  | 1993                                   |
| Planegg                              | Bayern                 | Klausen                                                        | Trentino-Südtirol        | 2006                                   |
| Potsdam                              | Brandenburg            | Perugia                                                        | Umbrien                  | 1990                                   |
| Prien am Chiemsee                    | Bayern                 | Valdagno                                                       | Venetien                 | 1987                                   |
| Rastatt                              | Baden-Württemberg      | Fano                                                           | Marken                   | 1986                                   |
| Raunheim                             | Hessen                 | Trofarello                                                     | Piemont                  | 1986                                   |
| Ravensburg                           | Baden-Württemberg      | Rivoli                                                         | Piemont                  | 1983                                   |
| Reichenbach im Vogtland              | Sachsen                | Montecarlo                                                     | Toskana                  | 2006(geschlossen mit Mylau)            |
| Reilingen                            | Baden-Württemberg      | Mezzago                                                        | Lombardei                | 2008                                   |
| Reinheim                             | Hessen                 | Licata                                                         | Sizilien                 | 2001                                   |
| Renningen                            | Baden-Württemberg      | Occhiobello                                                    | Venetien                 | 2012                                   |
| Rheinfelden                          | Baden-Württemberg      | Neumarkt                                                       | Trentino-Südtirol        | 1971                                   |
| Riedenburg                           | Bayern                 | Lanciano                                                       | Abruzzen                 | 2015                                   |
| Riesa                                | Sachsen                | Lonato del Garda                                               | Lombardei                | 2012                                   |
| Rohr (Hallertau)                     | Bayern                 | Castelcucco                                                    | Venetien                 | 2003                                   |
| Rohrdorf (am Inn)                    | Bayern                 | Rosate                                                         | Lombardei                | 2000                                   |
| Rosenheim                            | Bayern                 | Lazise                                                         | Venetien                 | 1979                                   |
| Rottweil                             | Baden-Württemberg      | L’Aquila                                                       | Abruzzen                 | 1988                                   |
| Rüdesheim am Rhein                   | Hessen                 | Serra Sant’Abbondio                                            | Marken                   | 2019                                   |
| Rutesheim                            | Baden-Württemberg      | Perosa Argentina                                               | Piemont                  | 2017                                   |
| Salzwedel                            | Sachsen-Anhalt         | San Vito dei Normanni                                          | Apulien                  | 1990                                   |
| St. Georgen im Schwarzwald           | Baden-Württemberg      | Scandale                                                       | Kalabrien                | 1989                                   |
| Sasbach                              | Baden-Württemberg      | Mapello                                                        | Lombardei                | 1993                                   |
| Sayda                                | Sachsen                | Sogliano al Rubicone                                           | Emilia-Romagna           | 1999                                   |
| Schliersee                           | Bayern                 | Barberino Val d’Elsa (seit 2019 Teil von Barberino Tavarnelle) | Toskana                  | 1986                                   |
| Schneckenlohe                        | Bayern                 | Borghetto di Vara                                              | Ligurien                 | 1993                                   |
| Schorndorf                           | Baden-Württemberg      | Dueville                                                       | Venetien                 | 1998                                   |
| Schotten                             | Hessen                 | Arco                                                           | Trentino-Südtirol        | 1960                                   |
| Schwabenheim an der Selz             | Rheinland-Pfalz        | Minerbe                                                        | Venetien                 | 2001                                   |
| Schwäbisch Gmünd                     | Baden-Württemberg      | Faenza                                                         | Emilia-Romagna           | 2001                                   |
| Schwarzenbek                         | Schleswig-Holstein     | Cesenatico                                                     | Emilia-Romagna           | 1960                                   |
| Schwarzheide                         | Brandenburg            | Piano di Sorrento                                              | Metropolitanstadt Neapel | 2005                                   |
| Schwerin                             | Mecklenburg-Vorpommern | Reggio                                                         | Emilia-Romagna           | 1966                                   |
| Schwerte                             | Nordrhein-Westfalen    | Cava de’ Tirreni                                               | Kampanien                | 1984                                   |
| Schwetzingen                         | Baden-Württemberg      | Spoleto                                                        | Umbrien                  | 2005                                   |
| Seckach                              | Baden-Württemberg      | Gazzada Schianno                                               | Lombardei                | 2005                                   |
| Seesen                               | Niedersachsen          | Montecorvino Rovella                                           | Kampanien                | 2006                                   |
| Seeheim-Jugenheim                    | Hessen                 | Ceregnano                                                      | Venetien                 | 2008                                   |
| Senftenberg                          | Brandenburg            | Fresagrandinaria                                               | Abruzzen                 | 2003                                   |
| Siegsdorf                            | Bayern                 | Vintl                                                          | Trentino-Südtirol        | 1970(geschlossen mit Pfunders)         |
| Sindelfingen                         | Baden-Württemberg      | Sondrio                                                        | Lombardei                | 1969                                   |
| Speyer                               | Rheinland-Pfalz        | Ravenna                                                        | Emilia-Romagna           | 1989                                   |
| Stadecken-Elsheim                    | Rheinland-Pfalz        | Bovolone                                                       | Venetien                 | 2000                                   |
| Stadtbergen                          | Bayern                 | Bagnolo Mella                                                  | Lombardei                | 2004                                   |
| Stadtlohn                            | Nordrhein-Westfalen    | San Vito al Tagliamento                                        | Friaul-Julisch Venetien  | 1983                                   |
| Steinau an der Straße                | Hessen                 | Welsberg-Taisten                                               | Trentino-Südtirol        | 1988                                   |
| Steinenbronn                         | Baden-Württemberg      | Polla                                                          | Kampanien                | 1991                                   |
| Steinhagen                           | Nordrhein-Westfalen    | Fivizzano                                                      | Toskana                  | 1988                                   |
| Steinheim                            | Nordrhein-Westfalen    | Specchia                                                       | Apulien                  | 2003                                   |
| Steffenberg                          | Hessen                 | Lüsen                                                          | Trentino-Südtirol        | 1979                                   |
| Sulzbach/Saar                        | Saarland               | Ravanusa                                                       | Sizilien                 | 2000                                   |
| Sulzburg                             | Baden-Württemberg      | La Morra                                                       | Piemont                  | 2003                                   |
| Sundern (Sauerland)                  | Nordrhein-Westfalen    | Calopezzati                                                    | Kalabrien                | 1977                                   |
| Tangermünde                          | Sachsen-Anhalt         | Tavarnelle Val di Pesa                                         | Toskana                  | 1996                                   |
| Taunusstein                          | Hessen                 | Toro                                                           | Molise                   | 2016                                   |
| Tegernsee                            | Bayern                 | Kaltern                                                        | Trentino-Südtirol        | 2015                                   |
| Thurnau                              | Bayern                 | Positano                                                       | Kampanien                | 2000                                   |
| Traunreut                            | Bayern                 | Nettuno                                                        | Latium                   | 1973                                   |
| Traunstein                           | Bayern                 | Pinerolo                                                       | Piemont                  | 1987                                   |
| Treuchtlingen                        | Bayern                 | Ponsacco                                                       | Toskana                  | 2003                                   |
| Trier                                | Rheinland-Pfalz        | Ascoli Piceno                                                  | Marken                   | 1956                                   |
| Tübingen                             | Baden-Württemberg      | Perugia                                                        | Umbrien                  | 1984                                   |
| Tuttlingen-Möhringen                 | Baden-Württemberg      | Battaglia Terme                                                | Venetien                 | 1958                                   |
| Überherrn                            | Saarland               | Camaiore                                                       | Toskana                  | 2000                                   |
| Uffenheim                            | Bayern                 | Pratovecchio                                                   | Toskana                  | 1981                                   |
| Unna                                 | Nordrhein-Westfalen    | Pisa                                                           | Toskana                  | 1996                                   |
| Viernheim                            | Hessen                 | Rovigo                                                         | Venetien                 | 1991                                   |
| Vöhringen (Iller)                    | Bayern                 | Vanaria Reale                                                  | Piemont                  | 2011                                   |
| Wächtersbach                         | Hessen                 | Bobbio Pellice                                                 | Piemont                  | 2005                                   |
| Waiblingen                           | Baden-Württemberg      | Jesi                                                           | Marken                   | 1996                                   |
| Waldhilsbach (Teil von Neckargemünd) | Baden-Württemberg      | Romeno                                                         | Trient                   | 1992                                   |
| Wallenhorst                          | Niedersachsen          | Priverno                                                       | Latium                   | 2008                                   |
| Wangen im Allgäu                     | Baden-Württemberg      | Prato                                                          | Toskana                  | 1988                                   |
| Waren (Müritz)                       | Mecklenburg-Vorpommern | Magione                                                        | Perugia                  | 1997                                   |
| Warstein                             | Nordrhein-Westfalen    | Pietrapaola                                                    | Kalabrien                | 2010                                   |
| Wehr                                 | Baden-Württemberg      | Nettuno                                                        | Latium                   | 2007                                   |
| Weidenberg                           | Bayern                 | Unsere Liebe Frau im Walde-St. Felix                           | Trentino-Südtirol        | 1976                                   |
| Weiden in der Oberpfalz              | Bayern                 | Macerata                                                       | Marken                   | 1963                                   |
| Weilburg                             | Hessen                 | Quattro Castella                                               | Emilia-Romagna           | 2010                                   |
| Weil der Stadt                       | Baden-Württemberg      | Bra                                                            | Piemont                  | 2001                                   |
| Weiler-Simmerberg                    | Bayern                 | Valmontone                                                     | Latium                   | 2008                                   |
| Weimar                               | Thüringen              | Siena                                                          | Toskana                  | 1994                                   |
| Weingarten/Landkreis Ravensburg      | Baden-Württemberg      | Mantua                                                         | Lombardei                | 1998                                   |
| Weingarten/Landkreis Ravensburg      | Baden-Württemberg      | Burgeis                                                        | Trentino-Südtirol        | 2018                                   |
| Weinsberg                            | Baden-Württemberg      | Costigliole d’Asti                                             | Piemont                  | 2000                                   |
| Weisenheim am Berg                   | Rheinland-Pfalz        | Plaus                                                          | Trentino-Südtirol        | 1972                                   |
| Weiterstadt                          | Hessen                 | Kiens                                                          | Trentino-Südtirol        | 1962(geschlossen mit Gräfenhausen)     |
| Weiterstadt                          | Hessen                 | Bagno a Ripoli                                                 | Toskana                  | 2007                                   |
| Werne                                | Nordrhein-Westfalen    | Poggibonsi                                                     | Toskana                  | 2000                                   |
| Wernigerode                          | Sachsen-Anhalt         | Carpi                                                          | Emilia-Romagna           | 1964/1991                              |
| Wertheim                             | Baden-Württemberg      | Gubbio                                                         | Umbrien                  | 2006 (seit 1980 Städtefreundschaft)    |
| Wetzlar                              | Hessen                 | Siena                                                          | Toskana                  | 1987                                   |
| Winkelhaid                           | Bayern                 | Teis                                                           | Trentino-Südtirol        | 1985                                   |
| Wörth an der Isar                    | Bayern                 | Illasi                                                         | Venetien                 | 2001                                   |
| Wolfegg                              | Baden-Württemberg      | Colico                                                         | Lombardei                | 1986                                   |
| Wolfsburg                            | Niedersachsen          | Provinz Pesaro und Urbino                                      | Marken                   | 1975                                   |
| Wolpertswende                        | Baden-Württemberg      | Menaggio                                                       | Lombardei                | 1995                                   |
| Wunsiedel                            | Bayern                 | Volterra                                                       | Toskana                  | 2006                                   |
| Zorneding                            | Bayern                 | Cappella Maggiore                                              | Venetien                 | 2013                                   |
| Zwingenberg (Bergstraße)             | Hessen                 | Brisighella                                                    | Emilia-Romagna           | 2001                                   |